# کامپوسامپیرو
کامپوسامپیرو (به ایتالیایی: کامپوسمپیرو) یک کومونه در ایتالیا است که در استان پادووا واقع شده‌است.

## خصوصیات
کامپوسامپیرو ۲۱٫۰۷ کیلومترمربع مساحت و ۱۱٬۷۲۶ نفر جمعیت دارد و ۲۴ متر بالاتر از سطح دریا واقع شده‌است.